# Стриж, Константин Александрович
Константин Александрович Стриж — советский военно-морской деятель, инженерный работник, руководитель кафедры корабельных систем и вспомогательных механизмов Военно-морского инженерного училища им. Ф. Э. Дзержинского, доктор наук и профессор, инженер-флагман 3-го ранга (1936).

## Биография
В 1913 плавал на крейсере "Россия". В 1924 окончил кораблестроительный факультет Военно-морской академии. В 1939 руководитель кафедры корабельных систем и вспомогательных механизмов Военно-морского инженерного училища им. Ф. Э. Дзержинского. После возвращения Государственного университета морского и речного флота имени адмирала С. О.  Макарова из эвакуации в 1944 была создана объединённая кафедра паровых машин, теплотехники, термодинамики и ДВС под руководством профессора К. А. Стрижа.

### Звания
- Подпоручик (1910);
- Инженер-механик-мичман (16 июля 1914);
- Инженер-флагман 3-го ранга (17 марта 1936)[4][5].

## Публикации
- Стриж К. А. Корабельные вспомогательные механизмы[6].
- Стриж К. А. Новый приём построения кривой скорости поршня.